# Richard Ernest Wycherley
Richard Ernest Wycherley (geboren am 18. Februar 1909 in Hadley (Shropshire); gestorben am 26. April 1986) war ein britischer Klassischer Archäologe.

## Leben
Wycherley studierte am Queens’ College der University of Cambridge. Hier erlangte er 1930 den Grad eines Bachelor, 1931 folgte das Diplom in Klassischer Archäologie. Von 1932 bis 1937 hatte er zunächst die Stelle eines Assistant Lecturer für Classics an der University of Manchester inne, bis 1945 dann die eines Lecturer.
In den frühen 1930er-Jahren war er Stipendiat der British School at Athens und trat bereits während dieser Jahre in Kontakt zur American School of Classical Studies at Athens, deren Ausgrabungen auf der Agora von Athen er zeitlebens begleitete. 1935 gab er den fünften und letzten Band der Pausanias-Ausgabe im Rahmen der Loeb Classical Library heraus. Im Jahr 1938 erlangte er an der Universität Cambridge den Grad eines Master of Arts.
Das University College of North Wales, Bangor berief Richard Ernest Wycherley 1945 auf den Lehrstuhl für Gräzistik, auf dem er bis zu seiner Emeritierung lehrte. Im Jahr 1949 veröffentlichte er die 1976 in zweiter Auflage und darüber hinaus immer wieder nachgedruckte Monographie How the Greeks Built Cities. Im akademischen Jahr 1951/1952 war er Mitglied des Institute for Advanced Study (IAS) in Princeton, New Jersey.
Für die Publikation der amerikanischen Agora-Grabungen verantwortete er Band 3 zu den literarischen und epigraphischen Zeugnissen. Zusammen mit Homer A. Thompson verfasste er zudem Band 14 der Publikationsreihe.
Richard Ernest Wycherley war Mitglied der Classical Association und der Society for the Promotion of Hellenic Studies.

## Veröffentlichungen (Auswahl)
- Pausanias. Description of Greece, Volume V: Maps, Plans, Illustrations, and General Index. Edited by R. E. Wycherley (= Loeb Classical Library. Band 298). Harvard University Press, Cambridge [Mass.] 1935.
- How the Greeks Built Cities. Macmillan, London 1949 (2. Auflage Norton, New York und Macmillan, London 1976).
- Literary and Epigraphical Testimonia (= The Athenian Agora: Results of Excavations Conducted by the American School of Classical Studies at Athens. Band 3). American School of Classical Studies at Athens, Princeton [N. J.] 1957.
- mit Homer A. Thompson: The Agora of Athens: The History, Shape and Uses of an Ancient City Center (= The Athenian Agora: Results of Excavations Conducted by the American School of Classical Studies at Athens. Band 14). American School of Classical Studies at Athens, Princeton [N. J.] 1972.
- The Stones of Athens. Princeton University Press, Princeton [N. J.] 1978.